# Goodenia stenophylla
Goodenia stenophylla är en tvåhjärtbladig växtart som beskrevs av Ferdinand von Mueller. Goodenia stenophylla ingår i släktet Goodenia och familjen Goodeniaceae. Inga underarter finns listade i Catalogue of Life.